# デビッド・パーレイ

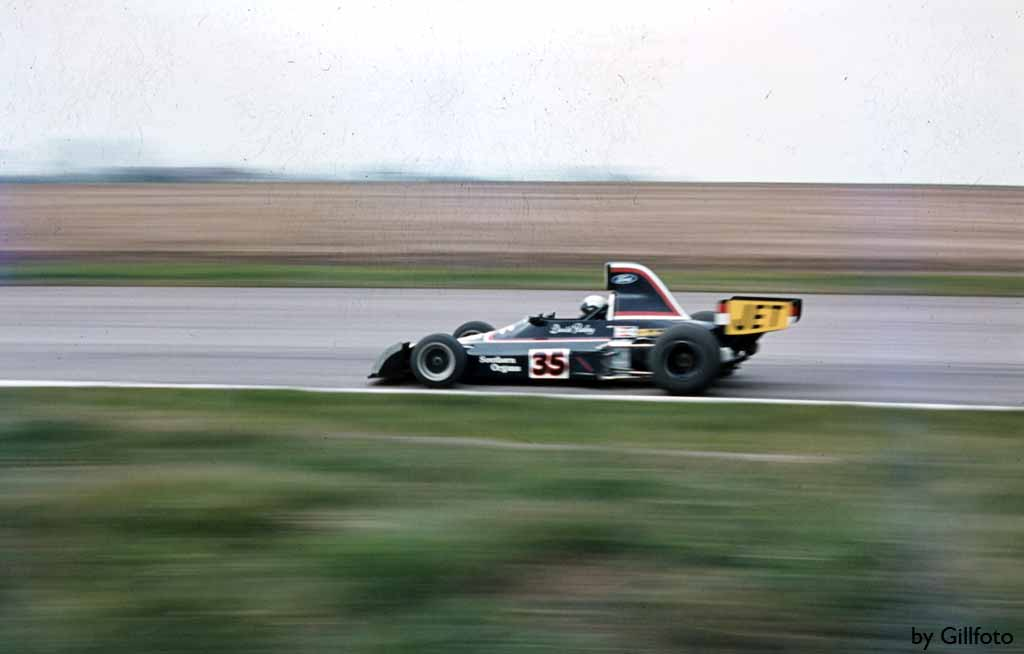
デビッド・パーレイ

デビッド・チャールズ・パーレイ（David Charles Purley, GM 1945年1月26日 - 1985年7月2日）は、イングランド出身の元レーシングドライバー。1973年及び1977年にF1に参戦していたコンストラクター「LEC」のチームオーナー。
「デビッド・パーリー」と表記されることもある。

## プロフィール
イギリスのウェスト・サセックス、ボグナー・リージスに冷凍機器メーカー創設者の息子として生まれる。
レースを始める前はイギリス陸軍のパラシュート連隊に所属していた。訓練中にトラブルに見舞われたことがあったが、難を逃れている。
友人のデレック・ベルに誘われてレースを始め、1970年から1972年にかけてF3に参戦。通算3勝をマークしている。

### F1
1973年に、父親の会社のバックアップのもと、自チーム「LEC(LEC Refrigeration Racing)」を設立。初参戦となったモナコGPで予選を23位で通過しF1デビューを果たす。この年はマーチのシャシーを使用し5戦に参戦するも、最高位はイタリアGPでの9位、1戦予選落ち、入賞なしに終わる。
成績以上に特筆すべきなのは、オランダGPでロジャー・ウィリアムソンの事故に遭遇した際に、レースを捨てて、チームメイトであり親友でもあったウィリアムソンの救助活動を行ったというエピソードである(詳細はロジャー・ウィリアムソン#死亡事故参照)。
このときのパーレイの行動は大いに賞賛され、のちにジョージ勲章を受賞している。
翌1974年は、ロン・デニスらが立ち上げたトークンへ移籍。
しかしオイルショックの影響でチームが資金難に陥ったこともあり、この年の参戦は地元イギリスGPの1戦のみに終わる（予選落ち）。
その後は一旦F1から身を引き、F2やF5000に参戦。
1976年にはイギリスF5000でチャンピオンを獲得している。
1977年になって、パーレイはLECからオリジナルマシンを引っ提げて3年ぶりにF1に復帰する。ところがマシンの戦闘力はいま一つで、チーム参戦初戦のスペインGPでは予選落ちしてしまう。しかし1戦欠場後のベルギーGPから3戦連続で決勝に進出した。

### 大クラッシュ
4戦連続決勝出走を目指して出場したシルバーストンでの第10戦イギリスGPの予備予選にて、「F1史上最も激しい」とも言われる大クラッシュを喫する。
上位8台が進める予備予選で圏外の9位につけていたパーレイは、アタックラップでハンガーストレートを通過後、次のコーナーに進入しようとしたところでスロットルが故障。
制御の利かなくなったマシンはコースを飛び出し、ほとんどスピードの衰えないままキャッチフェンスに激突。スピードはなおも衰えずキャッチフェンスを突き破り、すぐ先にあったフェンスに真正面から激突。マシンは跳ね返ることなく、車体が圧縮された形で停止した。
即座にマーシャルが救出作業にあたったが、パーレイはこのとき激突による衝撃で両腕両足を粉砕骨折、頸部も骨折させ内臓も破裂、そして心臓はすでに停止している状態で、誰もが最悪の事態を予想していた。
しかし搬送先の病院でパーレイの心臓が奇跡的に再び動き出し、その後も心停止と復活を繰り返しながらも、医師団の懸命の治療の甲斐もあって見事一命を取り留めた。
事故時の速度は175km/hと言われ、最初に激突したキャッチフェンスと次に激突したフェンスとのわずか66cmの間で一気に0km/hまで減速したことになる。
このときパーレイの身にかかった重力加速度(G)は実に「179.8G」と公表されている(1985年の日本航空123便墜落事故で死亡した乗客らが受けたGは100G以上と言われている)。
なお、この事故から生還を果たしたパーレイは最も大きい重力に耐えた人間としてギネスに認定された。
また、事故時のマシンは今もドニントン・パーク内にあるドニントン・グランプリ・コレクションに保管・展示されている。
クラッシュによる怪我が回復した後、1979年にイギリス国内のF1選手権「オーロラAFXシリーズ」に参戦。スネッタートン・サーキットでの第14戦バドワイザー・トロフィーで4位に入賞。1979年限りでレースを引退した。

## 引退後
引退後、エアアクロバットのパイロット資格を取得。
しかし1985年7月2日、故郷のウェスト・サセックスで曲技飛行中に他機と接触し海に墜落。
パーレイは今度こそ帰らぬ人となってしまった。40歳死亡。

## F1での年度別成績
| 年     | 所属チーム  | シャシー | 1   | 2   | 3   | 4   | 5       | 6       | 7      | 8      | 9       | 10       | 11     | 12  | 13    | 14  | 15  | 16  | 17  | WDC | ポイント |
| ------ | ----------- | -------- | --- | --- | --- | --- | ------- | ------- | ------ | ------ | ------- | -------- | ------ | --- | ----- | --- | --- | --- | --- | --- | -------- |
| 1973年 | マーチ／LEC | 731      | ARG | BRA | RSA | ESP | BEL     | MON Ret | SWE    | FRA    | GBR DNS | NED Ret  | GER 15 | AUT | ITA 9 | CAN | USA |     |     | NC  | 0        |
| 1974年 | トークン    | RJ02     | ARG | BRA | RSA | ESP | BEL     | MON     | SWE    | NED    | FRA     | GBR DNQ  | GER    | AUT | ITA   | CAN | USA |     |     | NC  | 0        |
| 1977年 | LEC         | CRP1     | ARG | BRA | RSA | USW | ESP DNQ | MON     | BEL 13 | SWE 14 | FRA Ret | GBR DNPQ | GER    | AUT | NED   | ITA | USA | CAN | JPN | NC  | 0        |